# Haluk Bilginer
Nihat Haluk Bilginer (Esmirna, Turquia, 5 de juny de 1954) és un actor i director de teatre turc. Dins dels seus majors èxits es destaca l'haver obtingut la Palma d'Or al Festival de Cannes 2014 (per la seva tasca en la pel·lícula Somni d'hivern) i guanyar el premi a Millor Actor als Premis Emmy Internacional 2019 (per la seva protagonista en la minisèrie Şahsiyet).

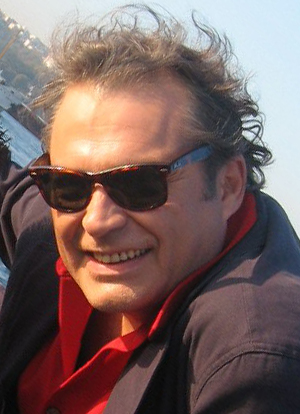
Haluk Bilginer el 2005.

## Biografia
Bilginer va néixer a Esmirna, Turquia. Es va graduar de l'Conservatori Estatal d'Ankara el 1977 abans d'anar a Anglaterra, on es va graduar de l'Acadèmia de Música i Art Dramàtic de Londres. Va aconseguir el seu primer paper en EastEnders.

## Carrera
És conegut pel seu paper de Mehmet Osman en la sèrie britànica EastEnders. També ha protagonitzat diferents pel·lícules de Hollywood. Va interpretar a un malvat guerriller en la pel·lícula de comèdia de 1987  Ishtar ia un mafiós turc en la pel·lícula de comèdia fosca de 2001 Buffalo Soldiers.

## Filmografia

### Pel·lícules
| Any  | Títol                        | Personatge         |
| ---- | ---------------------------- | ------------------ |
| 1986 | Half Moon Street             |                    |
| 1987 | Ishtar                       | Líder de guerrilla |
| 1987 | Lionheart                    | Mercader           |
| 1996 | Istanbul sota les meves ales | Evliya Celebi      |
| 1997 | Masumiyet                    | Bekir              |
| 1999 | La pluja de pluja            |                    |
| 1999 | Harem Suare                  |                    |
| 2000 | Beans                        | hombre imaginario  |
| 2001 | Elefants i herba             |                    |
| 2001 | Buffalo Soldiers             | El turc            |
| 2004 | On és Firuze?                | Hayri              |
| 2004 | She's Gone                   | Inspector Yılmaz   |
| 2005 | Robatori a Alla Turca        |                    |
| 2006 | Matar les ombres             |                    |
| 2008 | Cotxes de la Revolució       |                    |
| 2008 | Fill del Sol                 |                    |
| 2009 | The International            | Ahmet Sunay        |
| 2010 | Cinc minarets a Nova York    | Hadji              |
| 2011 | W.E.                         | Mohammed Al Fayed  |
| 2012 | El fonamentalista reticent   | Nazmi Kemal        |
| 2014 | Rosewater                    | Baba Akbar         |
| 2014 | Somni d'hivern               | Aydın              |
| 2016 | Ben-Hur                      | Simònides          |
| 2017 | Oblida't de Nick             | Nick               |
| 2017 | El tinent otomà              | Halil Bey          |
| 2017 | De moda                      | Hasan              |
| 2017 | "Refugi"                     | Ahmet              |
| 2018 | Halloween                    | Dr. Ranbir Sartain |
| 2019 | Noah Land                    | İbrahim            |
| 2020 | Azizler                      |                    |

### Sèrie de televisió
| Any     | Títol                              | Personatge                | Notas                                 |
| ------- | ---------------------------------- | ------------------------- | ------------------------------------- |
| 1984    | The Glory Boys                     | Conductor àrabe           |                                       |
| 1985–89 | EastEnders                         | Mehmet Osman              |                                       |
| 1985    | Bergerac                           | Ahmet                     | episodi "Avenge O Lord"               |
| 1991    | "Memòries de mitjanit"             | Dino Mattusi              | miniserie                             |
| 1993    | The Young Indiana Jones Chronicles | Coronel Ismet Bey         | episodio "Palestina, octubre de 1917" |
| 1999    | El projecte de llei                | Estrella convidada / Olly | episodi "Els tres sergents"           |
| 2001    | Tatlı Hayat                        | İhsan Yıldırım            | Remake de The Jeffersons              |
| 2004    | Spooks                             | Emre Celenk               | episodi "Persephone"                  |
| 2004-05 | Sayın Bakanım                      | Samim Bayraktar           | (Remake de la sèrie Sí, ministre)     |
| 2010-11 | Ezel                               | Kenan Birkan              |                                       |
| 2012    | Acayip Hikayeler                   | Sinan                     |                                       |
| 2014    | Kaçak                              | Ustura Faysal             |                                       |
| 2016    | New Blood                          | John Malik                | 2 episodis                            |
| 2017    | Masum                              | Cevdet                    |                                       |
| 2017    | Kara Yazı                          | Oğuz                      |                                       |
| 2018    | Şahsiyet                           | Agâh Beyoglu              | Ganador del premi al millor actor     |

## Premis i nominacions
Bilginer va guanyar el Premi a l'Millor Actor de Repartiment al Festival de Cinema d'Antalya de 1997. En 2014, va guanyar el Premi FIPRESCI al Festival Internacional de Cinema de Palm Springs per la seva actuació en l'aclamada pel·lícula Somni d'hivern (2014).
En 2019, va guanyar el Premi Internacional Emmy per la seva actuació a la minisèrie Şahsiyet.

## Vida personal
Es va casar amb la cantant Aşkın Nur Yengi el 2006 i tenen una filla anomenada Nazlı. Es van divorciar en 2012.